# Stomping Ground
Stomping Ground är Goldfingers tredje officiella album och släpptes den 28 mars 2000.

## Låtlista
1. I'm Down - 2:08
2. Pick A Fight - 3:25
3. Carry On - 3:20
4. The End Of The Day - 3:03
5. Counting The Days - 3:28
6. Bro - 2:55
7. San Simeon - 3:23
8. You Think It's A Joke - 3:12
9. Forgiveness - 3:24
10. Margaret Ann - 2:34
11. Get Away - 3:51
12. 99 Red Balloons - 3:49
13. Donut Dan - 0:40